# 水野正夫
水野 正夫(みずの まさお、1928年7月25日 - 2014年5月3日)は、日本の服飾デザイナー。愛知県名古屋市熱田区出身。

## 来歴・人物
文化学院在学中に中原淳一の「ひまわり (少女雑誌)」に子供服のデザイン画を描く。3年間のヨーロッパ留学後、デザイナーの妻、和子とともにクチュール水野を経営。東京、鎌倉、パリなどに店舗をもつ。着るということの合理性を常に考え、服は流行に左右されない本質の部分が7、流行の部分が3、という信念をもつ理論家。テレビ、ラジオ、新聞、雑誌などで活躍する一方、デザインに関する講師を勤めている。東京外国語大学中退、武蔵野美術大学中退、文化学院油絵科卒業。東京都内と長野県軽井沢町に「カフェ水野」も経営していた。
2014年5月3日、細菌性肺炎のため死去。85歳没。

## 著作
- もっと美的に暮らしたい ― やきものから箸まで日本の道具を使いこなす本 21世紀ブックス(1977年、主婦と生活社)
- 着こなしてますか(1978年、鎌倉書房)
- チップものがたり(1980年、主婦の友社)
- 伝えたい日本の美しいもの(1981年、婦人生活社)
- 着るということ(1993年、鎌倉書房)

## TV出演
- 婦人百科 和服の着こなし 4新しいデザインで(NHK、1985年2月28日)
- 土曜元気市 男のおしゃれ 靴を磨こう・アイロンをかけよう(NHK、1997年7月5日)
- おしゃれ工房 水野正夫の＂こだわりジーンズ＂ 1似合うジーンズを探す(NHK、1997年11月17日)
- おしゃれ工房 水野正夫の＂こだわりジーンズ＂ 2デニム素材を楽しむ(NHK、1997年11月18日)